# 12 groszy (singel)
12 groszy – singel Kazika wydany w czerwcu 1997 roku.

## Lista utworów
1. „12 groszy wersja radio”
2. „12 groszy”
3. „Sztos”
4. „Ratunku, jest tam kto?”

## Muzycy
- Kazik Staszewski – wokal
- Irek Wereński – bas
- Jerzy Mazzoll – klarnet
- Andrzej Szymańczak – perkusja
- Sławomir Pietrzak – gitara

## Inne
- Wydany: czerwiec 1997, SP MAX 03/97
- Nagrany: w piwnicy Oddalenie i w studiu Hard przy ulicy Kredytowej w Warszawie
- Realizacja dźwięku: Kazik Staszewski, Sławomir Pietrzak, Andrzej Rewak
- Wytwórnia płytowa: S.P. Records
- Wykorzystano sample z utworu „One Nation Under The Groove” zespołu Funkadelic

## Notowania
- Trójkowy Top Wszech Czasów: 40[2]
- Polski Top Wszech Czasów: 11[3]
- Lista Przebojów Trójki: 1[4]
- SLiP: 4[5]